# Anglards-de-Saint-Flour
Anglards-de-Saint-Flour är en kommun i departementet Cantal i regionen Auvergne-Rhône-Alpes i mitten av Frankrike. Kommunen ligger  i kantonen Saint-Flour-Nord som ligger i arrondissementet Saint-Flour. År 2022 hade Anglards-de-Saint-Flour 403 invånare.

## Befolkningsutveckling
Antalet invånare i kommunen Anglards-de-Saint-Flour
Referens:INSEE